# Kathedraal van Valencia
De Kathedraal van Valencia (Spaans: Catedral de Santa María de Valencia) is gebouwd tussen 1262 en 1356 en is gewijd aan de heilige maagd Maria. Het gebouw is een ongewone mengeling van romaanse, gotische en barok-stijlen. Voor de Reconquista was er een moskee gevestigd.
De kathedraal van Valencia herbergt vele kunstschatten, waaronder diverse schilderijen van Francisco Goya. Hij is echter vooral bekend als bewaarplaats van een heilige graal, die in 1436 werd geschonken aan de kathedraal door koning Alfons V van Aragón. Deze kelk, die in 1785 kapot viel maar daarna gerestaureerd is, bevindt zich sinds de 15e eeuw in Valencia. In de kathedraal is ook het reliek van de linkerarm van de heilige Vincent te zien. De familie de Borja heeft ook een plek in de Kathedraal, een kapel gewijd aan Francisco de Borja en twee portretten van Alfonso en Roderigo de Borja, die via hun functie van Kardinaal van Valencia het beiden tot paus Calixtus III en Alexander VI van Rome schopten.